# Irakli Garibașvili
Irakli Garibașvili (în georgiană ირაკლი ღარიბაშვილი, transliterat și ca Gharibashvili; n. 28 iunie 1982, Tbilisi, Republica Sovietică Socialistă Gruzină, URSS) este un politician georgian și fost director executiv, care a ocupat funcția de prim-ministru al Georgiei în perioada 20 noiembrie 2013 – 30 decembrie 2015 și 22 februarie 2021 – 8 februarie 2024. Garibașvili este membru al partidului Visul Georgian și a fost președintele acestuia. A intrat în politică alături de colaboratorul său de lungă durată, Bidzina Ivanișvili⁠(d), în octombrie 2012.
A fost ministru al apărării al Georgiei în guvernul prim-ministrului Giorgi Gakharia⁠(d) între 2019 și 2021 și, anterior, ministru de interne în guvernul lui Bidzina Ivanișvili între 2012 și 2013. Ivanișvili l-a numit pe Garibașvili succesor al său în funcția de prim-ministru atunci când a demisionat voluntar în noiembrie 2013. La vârsta de 31 de ani, când a preluat funcția, a fost cea mai tânără persoană care a ocupat postul de prim-ministru. În timpul primului său mandat, a fost al doilea cel mai tânăr lider de stat din lume, după Kim Jong-un.

## Biografie

### Cariera timpurie
Între 1988 și 1999, Garibașvili a urmat cursurile școlii secundare nr. 1 din Dedoplistsqaro⁠(d). Între 1999 și 2005, a studiat Relații Internaționale la Universitatea de Stat din Tbilisi (TSU), unde a absolvit cu o diplomă de master. De asemenea, a studiat la Universitatea Panthéon-Sorbonne între 2002 și 2004.
Începând din 2004, a lucrat alături de miliardarul Bidzina Ivanișvili⁠(d). A debutat în cadrul diviziei de logistică a companiei de construcții Burji, deținută de Cartu Group, grup controlat de Ivanișvili. În 2005, a devenit director general al fundației caritabile Cartu, înființată de Ivanișvili, iar în 2007, membru al consiliului de supraveghere al Cartu Bank. Între 2009 și 2012, a fost director al casei de discuri Georgian Dream, fondată de fiul lui Ivanișvili, cântărețul Bera.

### Cariera politică timpurie
Garibașvili s-a implicat în politica Georgiei atunci când Bidzina Ivanișvili a fondat, în februarie 2012, partidul său politic Visul Georgian – Georgia Democratică. Garibașvili a fost unul dintre membrii fondatori și a condus inițial comisia de revizie a partidului. A fost inclus pe lista de candidați ai partidului pentru alegerile parlamentare din octombrie 2012. După ce coaliția a câștigat alegerile parlamentare din 1 octombrie 2012, Irakli Garibașvili a devenit deputat pe lista partidului Visul Georgian – Georgia Democratică în legislatura din 2012 a Parlamentului Georgiei.

### Ministru de Interne
După victoria partidului Visul Georgian la alegerile parlamentare din 2012, Garibașvili a fost numit ministru de interne în guvernul condus de prim-ministrul Bidzina Ivanișvili, la 25 octombrie 2012. Avea atunci 30 de ani și a devenit cel mai tânăr membru al noului guvern al Georgiei. Reforma Ministerului de Interne — agenție care supraveghează poliția georgiană, serviciile de securitate și informații, precum și paza de coastă și marina — a fost una dintre prioritățile din programul electoral al Visului Georgian.
Partidul a promis, de asemenea, în campania electorală, să „restabilească justiția” și să urmărească penal oficiali ai fostului guvern pentru abuzuri asupra drepturilor omului comise în timpul mandatului, în special după scandalul de la închisoarea Gldani, care a confirmat acuzațiile de lungă durată privind relele tratamente din sistemul penitenciar georgian. În consecință, între 2012 și 2013, Ministerul de Interne a arestat mai mulți oficiali de rang înalt ai fostei guvernări, inclusiv foștii miniștri Bachana Akhalaia și Ivane Merabișvili⁠(d).
În timpul mandatului său, Garibașvili a anunțat că va lua măsuri pentru depolitizarea Ministerului Afacerilor Interne. În cadrul reformei, departamentele de Securitate Constituțională și de Operațiuni Speciale au fost desființate. A fost înființată o comisie ad-hoc pentru a gestiona cele 24.000 de fișiere de supraveghere ilegală descoperite în cadrul ministerului. Aceste fișiere, care conțineau imagini compromițătoare, au fost distruse în august 2013 în prezența presei și a membrilor comisiei.
Agenția condusă de Garibașvili s-a confruntat cu o creștere a criminalității după alegeri, ca urmare a unei amnistii extinse acordate de noul guvern pentru a reduce rata ridicată de încarcerare din Georgia. Garibașvili s-a opus proiectului de amnistie, însă acesta a fost adoptat de Parlament.
Garibașvili a apărat arestările foștilor miniștri, afirmând că au fost realizate în strictă conformitate cu legea și cu principiile justiției, și a susținut că, deși infracționalitatea minoră a crescut, nivelul acesteia nu era alarmant.

## Primul mandat de prim-ministru (2013–2015)
La 2 noiembrie 2013, prim-ministrul Bidzina Ivanișvili⁠(d), care își anunțase intenția de a demisiona după alegerile prezidențiale din octombrie 2013, l-a desemnat pe Garibașvili drept succesor al său. El și cabinetul său au fost validați printr-un vot de 93 pentru și 19 împotrivă în Parlamentul Georgiei, la 20 noiembrie 2013. Astfel, Garibașvili a ocupat cea mai puternică funcție politică din țară, întrucât modificările constituționale transferaseră puterea de la președinte la prim-ministru și la guvern. În cadrul unor dezbateri parlamentare tensionate cu minoritatea Mișcării Naționale Unite în timpul votului, Garibașvili a promis îmbunătățirea economiei și a subliniat că obiectivele Georgiei de aderare la UE și NATO vor rămâne priorități ale politicii externe.
La 24 noiembrie 2013, a fost ales președinte al partidului Visul Georgian – Georgia Democratică, succedându-i lui Ivanișvili. Garibașvili și-a anunțat demisia la 23 decembrie 2015. Deși nu a fost oferit un motiv oficial pentru această decizie bruscă, s-a relatat că ar fi fost determinată de nivelul scăzut de sprijin popular pentru partidul Visul Georgian, care se situa la 18% în sondajele din noiembrie, în contextul apropierii alegerilor parlamentare din 2016. Politicieni din opoziție, analiști și presa au speculat că scăderea susținerii pentru coaliția de guvernare, presiunea exercitată de fostul prim-ministru Bidzina Ivanișvili⁠(d) sau tensiunile cu președintele Ghiorghi Margvelașvili ar putea explica demisia lui Garibașvili. Acesta a fost succedat în funcția de prim-ministru de Ghiorghi Kvirikașvili, care fusese ministrul său de externe, transferul de putere având loc la 29 decembrie.

### Inițiative guvernamentale
În timpul mandatului său a fost înființat Consiliul pentru Securitate și Managementul Crizelor, așa cum era prevăzut de noua Constituție a Georgiei. De asemenea, a fost creat Centrul Unificat de Coordonare pentru Managementul Crizelor, cu asistență tehnică din partea Statelor Unite, Regatului Unit și Israelului. Pentru a coordona politica economică a țării, Irakli Garibașvili a înființat Consiliul Economic.

### Drepturile omului
Guvernul georgian a inițiat, cu sprijinul direct al Uniunii Europene, elaborarea Strategiei și Planului de Acțiune privind Drepturile Omului. O declarație relevantă a fost făcută de prim-ministrul Garibașvili în cadrul Conferinței privind Drepturile Omului, la 4 decembrie 2013. Strategia pentru Drepturile Omului acoperă o perioadă de șapte ani și nu va depinde de ciclul politic.

### Politica externă

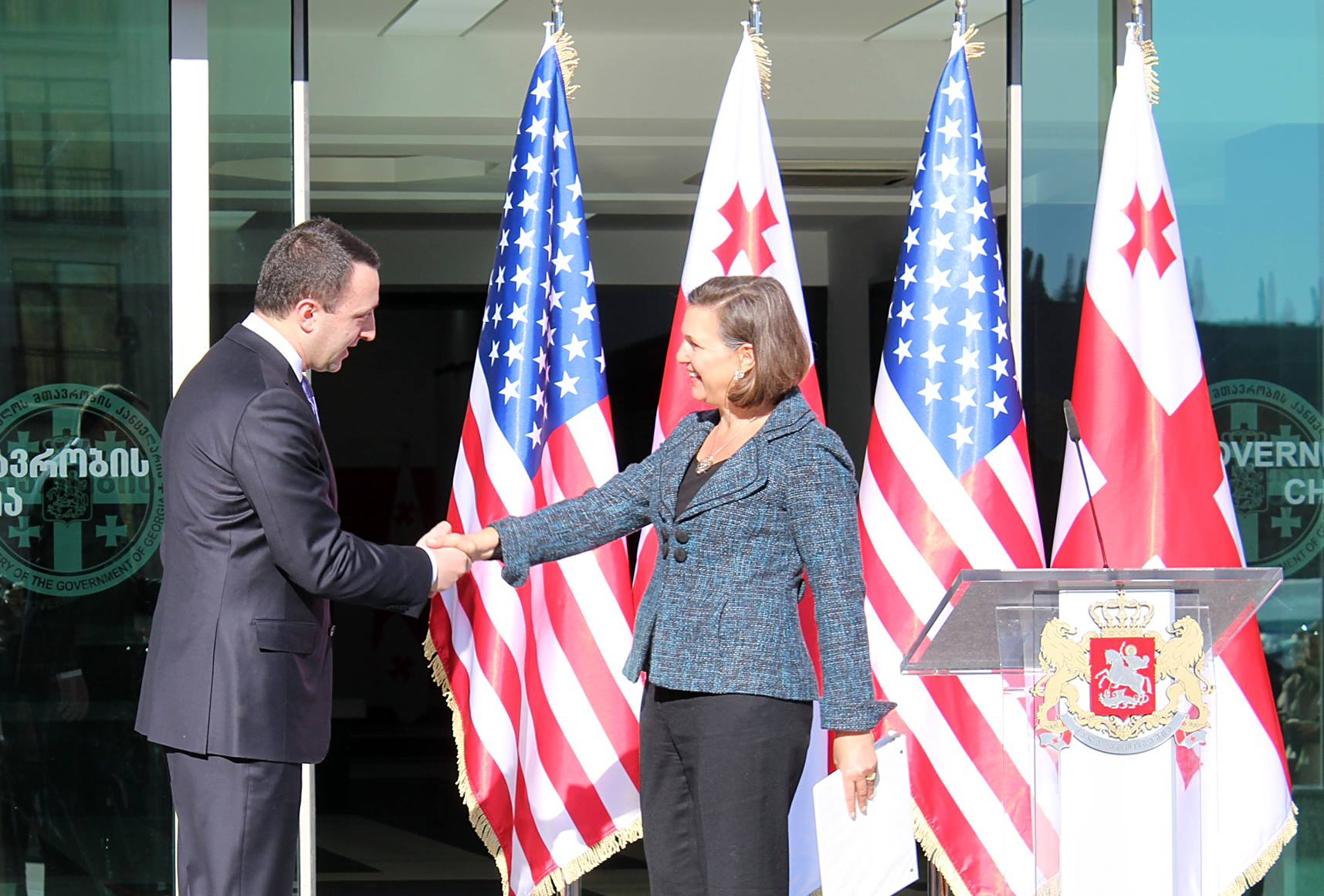
Prim-ministrul Irakli Garibașvili s-a întâlnit cu Victoria Nuland, subsecretar de stat al SUA pentru afaceri europene și eurasiatice, în decembrie 2013.

În timpul mandatului său, Garibașvili a vizitat țările vecine Armenia, Azerbaidjan și Turcia, mai multe state europene, Statele Unite ale Americii, Israelul, Republica Populară Chineză și a participat la mai multe summituri și forumuri internaționale. Deși relațiile cu Rusia s-au îmbunătățit, nu au avut loc vizite de stat între cele două țări.
Relațiile cu Uniunea Europeană au reprezentat o prioritate, culminând cu Acordul de Asociere UE-Georgia, inițiat la summitul de la Vilnius și semnat la 27 iunie 2014. Acest acord de asociere a inclus un acord de liber schimb aprofundat și cuprinzător între Georgia și Uniunea Europeană și a deschis calea pentru abolirea vizelor pentru călătoriile din Georgia în spațiul Schengen, planificată pentru 2017.

## Întoarcerea în sectorul privat
În februarie 2018, Garibașvili a devenit consilier regional al consiliului companiei CEFC China Energy.

## Al doilea mandat de prim-ministru (2021–2024)

### Numirea
Nika Melia, președintele partidului Mișcarea Națională Unită, a fost acuzat de organizarea de acte de violență în masă în timpul protestelor antiguvernamentale din 2019. Când Melia a refuzat să plătească o cauțiune de 12.000 de dolari, o instanță georgiană a hotărât că acesta ar trebui arestat preventiv înainte de proces. În replică, prim-ministrul Giorgi Gakharia a declarat că decizia instanței este „ilegală” și, pe 18 februarie, a demisionat în semn de protest față de arestarea lui Melia. Partidul de guvernământ Visul Georgian l-a susținut pe Irakli Garibașvili pentru a-l înlocui pe Gakharia, iar Parlamentul l-a numit în funcție cu 89 de voturi pentru și 2 împotrivă, pe 22 februarie. Melia a fost arestat pe 23 februarie, în sediul partidului Mișcarea Națională Unită.

### Politica internă

#### Înregistrări audio secrete
În martie 2021, postul de televiziune de opoziție TV Pirveli a publicat presupuse înregistrări audio secrete în care apăreau Irakli Garibașvili, șeful Serviciului Special de Protecție al Statului, Anzor Chubinidze, și Bera Ivanișvili, fiul miliardarului georgian și fondatorului partidului de guvernământ Visul Georgian, Bidzina Ivanișvili. Potrivit conversațiilor, Bera Ivanișvili, care era elev la acea vreme, discuta cu Garibașvili despre sarcina dată lui Chubinidze de a umili și pedepsi tineri pentru postări online insultătoare la adresa sa. În înregistrări, Garibașvili este auzit încurajând aceste represalii.
TV Pirveli a plasat data înregistrării în anul 2017. Partidul Visul Georgian a emis un comunicat în care a afirmat că discuțiile au fost fabricate și că înregistrările audio ar fi fost obținute ilegal de către guvernul Mișcării Naționale Unite (aflat acum în opoziție) în perioada 2010–2011. Garibașvili a negat autenticitatea înregistrărilor făcute publice de TV Pirveli și le-a calificat drept false. Parchetul General al Georgiei a anunțat că înregistrările au fost trucate.

#### Construcția Hidrocentralei Namakhvan

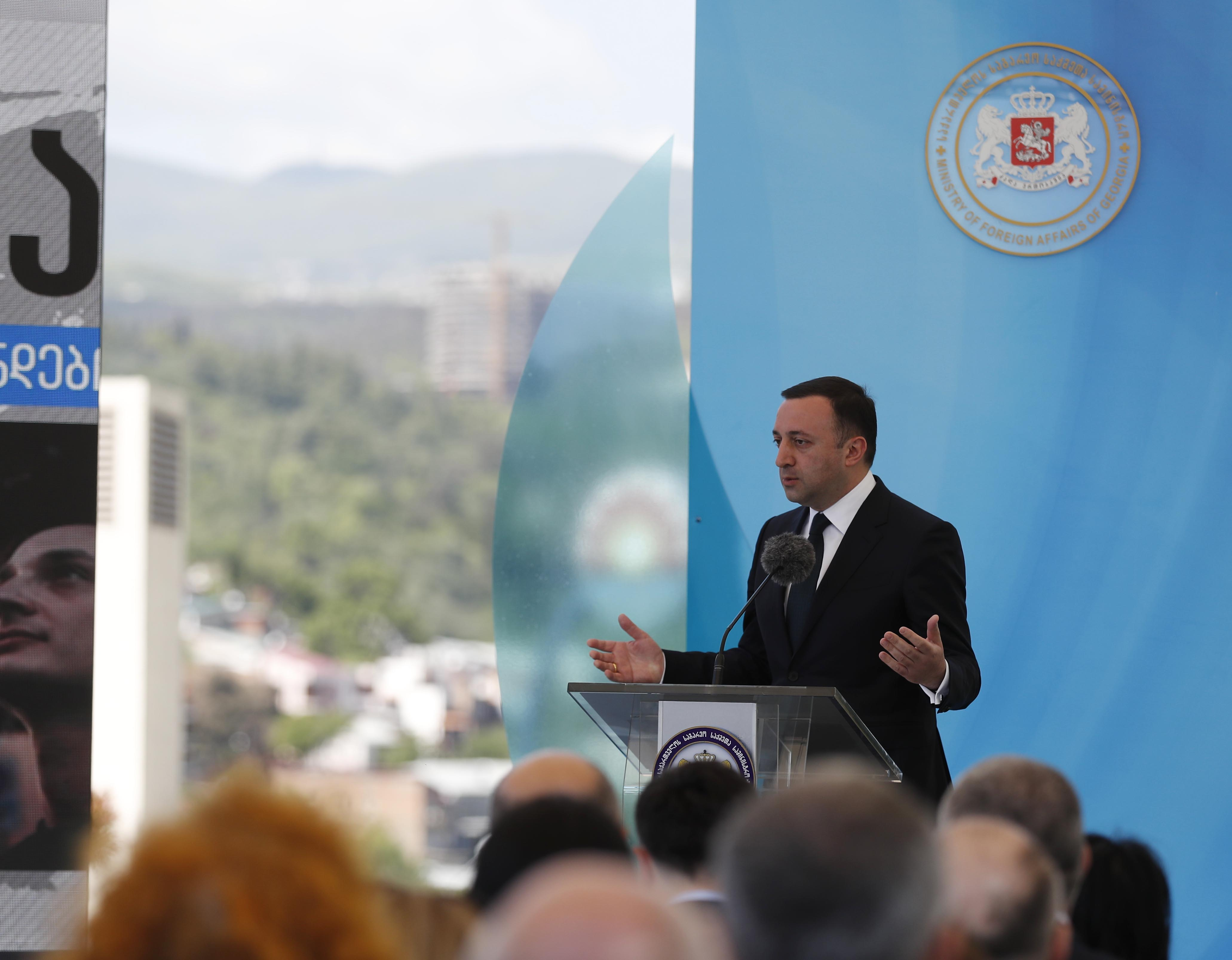
Prim-ministrul Georgiei, Irakli Garibașvili, mai 2022

Garibașvili a încetat construcția hidrocentralei Namakhvan, proiect aprobat de guvernul anterior condus de Giorgi Gakharia. Pe 14 martie, a avut loc în piața centrală din Kutaisi un protest masiv al localnicilor împotriva construirii centralei electrice, motivat și de îngrijorări legate de mediu. La sfârșitul lunii martie 2021, în conformitate cu cererea populației, Garibașvili a anunțat că a ajuns la un compromis cu compania constructoare privind amânarea termenului limită. În mai 2021, a avut loc un miting masiv împotriva construcției la Tbilisi. Garibașvili a afirmat că proiectul nu va continua în „condițiile actuale” ale contractului, pe care mulți activiști le-au descris drept o „cabală” și dăunătoare intereselor statului. În martie 2022, investitorul privat a notificat guvernul Georgiei că a reziliat contractul din cauza „încălcării termenilor contractuali și a forței majore”. Garibașvili a declarat că statul va construi o centrală în condiții mult mai favorabile.

#### Proteste împotriva paradei gay
Pe 5 iulie 2021, a fost planificată prima parată gay pe bulevardul principal Rustaveli din Tbilisi, organizată de ONG-ul Tbilisi Pride. Evenimentul a fost contestat de organizații și activiști conservatori și creștini. În aceeași zi, prim-ministrul Irakli Garibașvili a declarat că desfășurarea paradei pe bulevardul Rustaveli prezintă riscuri serioase de securitate și a cerut organizatorilor să aleagă una dintre locațiile alternative propuse de Ministerul Afacerilor Interne sau să renunțe complet la plan, calificând inițiativa drept nerezonabilă. Garibașvili a avertizat că evenimentul ar provoca reacții negative din partea unei mari părți a populației georgiene. În final, parada a fost anulată deoarece bulevardul Rustaveli a fost ocupat de protestatari anti-paradă, care au devastat birourile ONG-ului pro-LGBT și s-au ciocnit cu jurnaliștii care acopereau evenimentul.
Ulterior, Garibașvili a afirmat că Georgia este o societate conservatoare, cu valori creștine, iar astfel de evenimente sunt inacceptabile pentru 95% din populație, motiv pentru care, în calitate de oficial ales, trebuia să respecte această majoritate. El a mai spus că „singura paradă pe care o cunosc, care se va desfășura în țara noastră, este cea a armatei noastre” și a proclamat că „minoritatile nu vor mai decide soarta majorității în această țară”. A dat vina pe „opoziția radicală” și pe fostul președinte aflat în exil, Mikheil Saakashvili, că ar sta în spatele paradei pentru a destabiliza țara și a provoca haos.
Tensiunea dintre guvern și partidele de opoziție a fost urmată de bătaia brutală a jurnalistului TV Pirveli Lexo Laksharava, care a decedat pe 12 iulie. Pe 13 iulie, a avut loc un protest de amploare al jurnaliștilor și reprezentanților mai multor companii TV, care cereau demisia lui Garibașvili. Prim-ministrul nu și-a dat demisia, declarând că nu va permite ca situația din țară să se tensioneze și să degenereze în revolte.

#### Arestrarea lui Mikheil Saakașvili
La 1 octombrie 2021, al treilea președinte al Georgiei, Miheil Saakașvili, care părăsise Georgia în 2013 și fusese condamnat în lipsă de Curtea Orașului Tbilisi la șase ani de închisoare pentru abuz de putere, delapidare și implicare în tentativa de asasinat a unui deputat de opoziție, a anunțat că s-a întors în Georgia după 8 ani de urmărire și a publicat un videoclip care, potrivit descrierii sale, fusese filmat în Batumi. Partidul aflat la guvernare, „Visul Georgian” a negat informația și a afirmat că Saakașvili este în Ucraina și nu a părăsit teritoriul acesteia, însă ulterior Irakli Gharibashvili a anunțat într-o conferință de presă împreună cu ministrul Afacerilor Interne Vakhtang Gomelauri și șeful Serviciului de Securitate de Stat Grigol Liluashvili că Mikheil Saakașvili este arestat. Conform anchetei, Saakașvili a intrat în țară pe ascuns, ascuns într-un camion semiremorcă încărcat cu produse lactate. A trecut ilegal frontiera de stat a Georgiei, evitând controlul vamal. Saakașvili a declarat că acuzațiile împotriva sa sunt fabricate și motivate politic, anunțând o grevă a foamei pentru a protesta față de reținerea sa. Starea lui de sănătate s-a deteriorat în timpul detenției, fapt pentru care guvernul Georgiei a primit critici din partea Parlamentului European, care a reclamat rele tratamente și încălcarea drepturilor lui Saakașvili. Guvernul a afirmat că Saakașvili încerca să evite închisoarea prin autovătămare și folosea lobbyiști internaționali pentru a pune presiune pe guvern să îl elibereze pe motive medicale.

#### Reglementările privind jocurile de noroc
În decembrie 2021, Parlamentul a adoptat o nouă lege privind jocurile de noroc, inițiată de guvernul lui Garibashvili. Legea a înăsprit reglementările în industria jocurilor de noroc. A crescut limita de vârstă pentru jocurile de noroc de la 18 ani (pentru jocurile online) și 21 de ani (pentru cazinouri) la 25 de ani și a interzis jocurile de noroc pentru angajații publici, persoanele social vulnerabile sau cele incluse pe „lista dependenților”. O listă urma să fie creată de guvern și să includă toți cei care se declară voluntar dependenți de jocuri de noroc sau care vor fi declarați astfel de către instanță la cererea rudelor. Legea a interzis toate tipurile de publicitate (cu excepția sponsorizărilor sportive) și a aplicat amenzi mari pentru companiile care încalcă regulile privind limita de vârstă și publicitatea. De asemenea, a majorat taxele pentru companiile implicate în sectorul jocurilor de noroc.
Prim-ministrul Irakli Garibashvili a descris dependența de jocuri de noroc ca „una dintre cele mai mari probleme” ale populației, caracterizând problema ca fiind deosebit de răspândită în rândul tinerilor și persoanelor vulnerabile.

#### Legea propusă privind agenții străini
La 7 martie 2023, parlamentul georgian a adoptat în prima lectură o lege privind agenții străini, care ar eticheta orice organizație care obține peste 20% din profituri din afara Georgiei drept „agenți ai influenței străine”. Garibashvili a fost o figură principală în încercarea de a adopta proiectul de lege, afirmând că acesta respectă „standardele europene și globale”. După ce parlamentul a votat în favoarea proiectului, zeci de mii de protestatari au venit în fața parlamentului pentru a protesta, fiind întâmpinați de poliția anti-revoltă, gaze lacrimogene și tunuri cu apă. La 9 martie, guvernul a anunțat că va retrage proiectul de lege din cauza protestelor și că toți protestatarii arestați vor fi eliberați din închisoare. La 10 martie, proiectul a fost oficial respins în urma unui al doilea vot în parlament, iar un proiect alternativ a fost retras.

#### Legea nouă privind mamele purtătoare
La 12 iunie 2023, prim-ministrul Irakli Garibashvili a anunțat că guvernul va elabora o nouă lege privind mamele purtătoare, care va interzice surogația comercială. Legea va interzice, de asemenea, cetățenilor străini să apeleze la servicii de mame purtătoare. Garibashvili a declarat că legea este necesară pentru a proteja femeile georgiene de exploatare și pentru a asigura siguranța copiilor, întrucât cetățenii străini adesea luau copiii în străinătate și îi vindeau cuplurilor de același sex.

#### Demisia
La 29 ianuarie 2024, prim-ministrul Irakli Garibashvili și-a anunțat demisia, invocând importanța democrației interne în cadrul partidului și necesitatea de a „oferi altora o șansă”. Anunțul a fost făcut în cadrul unui briefing special la Administrația Guvernului, unde Garibashvili a confirmat acceptarea ofertei de a deveni președintele partidului Visul Georgian. Exprimându-și recunoștința față de diverși membri ai partidului și oficiali guvernamentali, inclusiv față de fondatorul Bidzina Ivanishvili, Garibashvili a recunoscut sprijinul primit pe durata mandatului său de prim-ministru.

### Politica externă
Irakli Garibashvili a efectuat prima sa vizită oficială la Bruxelles în martie 2021, unde s-a întâlnit cu președintele Parlamentului European și alte personalități politice importante. Înainte, Charles Michel a vizitat Georgia pe 1 martie 2021. Prim-ministrul și-a exprimat recunoștința față de colegul său european pentru sprijinul oferit în multe privințe.
În timpul mandatului său, Garibashvili a declarat că scopul său este integrarea Georgiei în Uniunea Europeană și aducerea păcii în țară, motiv pentru care a vizitat multe țări din lume și a început relații bilaterale cu acestea, precum Kazahstan, Arabia Saudită, Emiratele Arabe Unite și China.
Garibashvili a vizitat Ucraina în perioada 21–23 august 2021, unde s-a întâlnit cu președintele Volodîmîr Zelenski și a discutat despre aprofundarea relațiilor dintre țări, numind Ucraina partener strategic.
În septembrie 2021, Garibashvili a ajuns la New York și a luat cuvântul în cadrul celei de-a 76-a sesiuni a Organizației Națiunilor Unite, unde și-a exprimat disponibilitatea de a fi mediator pentru îmbunătățirea relațiilor dintre Azerbaidjan și Armenia. De asemenea, a declarat că Georgia va face toate eforturile posibile pentru a aduce pace în Caucazul de Sud. În timpul șederii la New York, s-a întâlnit cu mulți lideri mondiali, inclusiv cu prim-ministrul Regatului Unit, cancelarul Germaniei și alții.
Pe 18 octombrie 2021, secretarul american al Apărării, Lloyd Austin, a vizitat Georgia. Garibashvili l-a întâlnit personal și au discutat despre îmbunătățirea cooperării în domeniul apărării între SUA și Georgia.
Pe 24 octombrie 2022, președintele Azerbaidjanului Ilham Aliyev a vizitat Georgia și, împreună cu Garibashvili, a susținut o conferință de presă în Mtskheta, unde au anunțat intenția de a aprofunda relațiile și că Georgia va transporta o cantitate și mai mare de petrol din Azerbaidjan prin Marea Neagră.
Pe 17 decembrie, la Davos, s-a luat decizia construirii unui nou terminal petrolier între Azerbaidjan, Georgia, România și Ungaria. Proiectul va implica investiții de miliarde de dolari și va aduce beneficii tuturor părților implicate. La conferința de presă de după semnarea contractului, s-a anunțat că proiectul ar trebui să fie finalizat până în 2027.
Pe 4 mai 2023, Garibashvili a participat la Conferința Conservatoare de Acțiune Politică din Ungaria. A fost al doilea prim-ministru aflat în funcție, alături de prim-ministrul Ungariei, care a participat la eveniment. Garibashvili a susținut discursul principal la conferință. În intervenția sa, și-a exprimat susținerea pentru valorile tradiționale și conservatoare și a condamnat propaganda LGBT și încercările de a legifera proceduri de afirmare a genului pentru copii. De asemenea, l-a elogiat pe prim-ministrul ungar Viktor Orbán pentru conducerea sa înțeleaptă și vizionară.
În iulie 2023, Garibashvili a primit în vizită la Georgia prim-ministrul Uzbekistanului, Abdulla Aripov⁠(d), iar ulterior a vizitat China și Kazahstan. În timpul întâlnirii cu liderul chinez Xi Jinping, părțile s-au angajat să intensifice cooperarea și au anunțat „parteneriat strategic” între China și Georgia.
Tot în iulie, Garibashvili a vizitat Croația și s-a întâlnit cu prim-ministrul Andrej Plenković. A fost prima vizită a unui prim-ministru georgian în Croația. În cadrul conferinței de presă comune, prim-ministrul croat și-a reafirmat sprijinul pentru integritatea teritorială a Georgiei și pentru aderarea Georgiei la Uniunea Europeană. Părțile s-au angajat să consolideze cooperarea economică, iar Georgia a anunțat deschiderea unei ambasade la Zagreb.

#### Cererea de aderare la Uniunea Europeană
Ca răspuns la izbucnirea invaziei ruse din Ucraina în 2022, la 24 februarie 2022, și din cauza temerilor că Rusia ar putea invada din nou Georgia, așa cum a făcut în 2008, pe 3 martie 2022, Garibashvili a semnat cererea țării pentru aderarea la Uniunea Europeană. În aceeași zi, și Moldova (care se confruntă cu probleme legate de statul separatist susținut de Rusia, Transnistria) a depus cererea pentru aderarea la UE.
În iunie 2022, Consiliul European și-a exprimat disponibilitatea de a acorda Georgiei statutul de candidat după finalizarea unui set de reforme recomandate de Comisie.

### A doua demisie
La 29 ianuarie 2024, Garibashvili a anunțat că va demisiona din funcția de prim-ministru și va accepta oferta de a deveni președinte al partidului Visul Georgian (Georgian Dream) înaintea alegerilor parlamentare care urmau să aibă loc în acel an.În perioada 1 februarie 2024 – 25 aprilie 2025 a fost președinte al partidului Georgian Dream pentru a doua oară, după care a declarat că va reveni la activități în mediul privat.

## Poziții politice

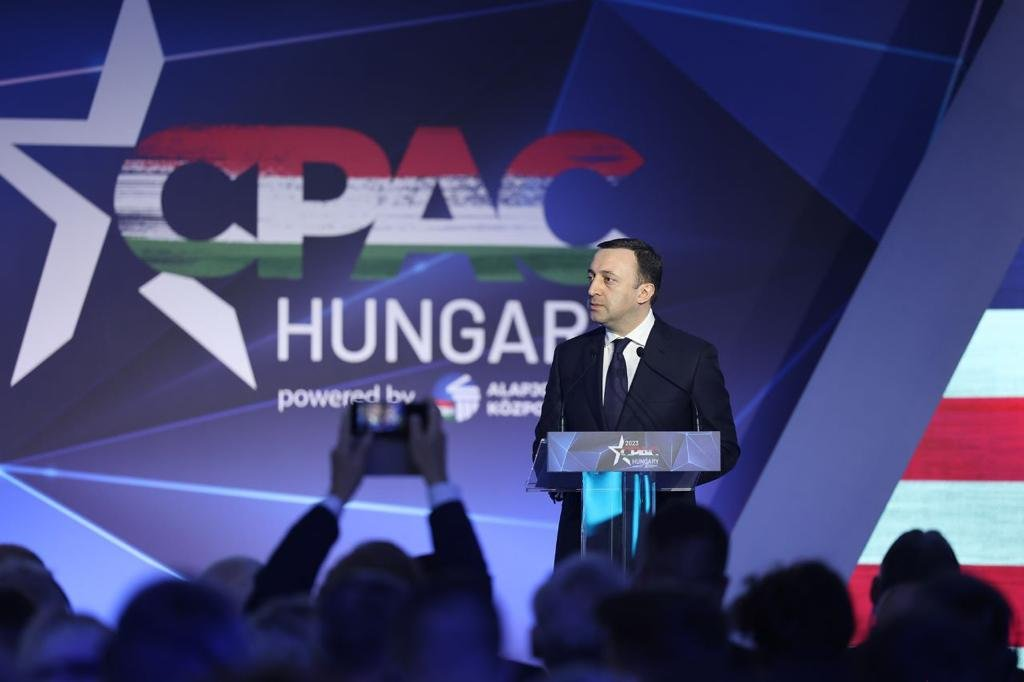
Irakli Garibashvili – discurs principal la CPAC Ungaria 2023

Garibashvili a fost descris ca un politician cu orientare conservatoare. De mai multe ori, cel mai notabil în cazul marșului Gay Pride, el a susținut poziția conservatoare în dezbatere, adoptând o abordare majoritară, subliniind că „95% din populația noastră este împotriva organizării unei parade propagandistice într-un mod demonstrativ.” Garibashvili a adăugat că Georgia „este o societate conservatoare” și are valori unice bazate pe creștinismul ortodox, subliniind că minoritatea nu trebuie să decidă soarta majorității. În 2014, el a propus să se consacre în Constituția Georgiei definiția căsătoriei ca uniune între un bărbat și o femeie, pentru a echilibra opoziția conservatorilor și a Bisericii Ortodoxe față de adoptarea Legii Anti-Discriminare, care era o condiție prealabilă a Georgiei pentru obținerea regimului fără viză cu UE.
În discursul său din parlament din 2021, Garibashvili a criticat ideea statului minimal și „mâna invizibilă a pieței”. El a spus că „ideea statului mic este un mit care împiedică dezvoltarea țării” și a cerut guvernului să joace un rol activ în economie. Garibashvili a afirmat că „istoria nu cunoaște precedentul dezvoltării prin lăsarea proceselor să curgă de la sine” și că „nici Europa, nici America nu s-au dezvoltat astfel”. De asemenea, Garibashvili a subliniat că Georgia ar trebui să devină mai autosuficientă economic.
Garibashvili s-a opus vaccinării obligatorii împotriva COVID-19, afirmând că cetățenii georgieni trebuie să beneficieze de „dreptul și oportunitatea alegerii libere”.

## Viața personală
Garibashvili este căsătorit cu Nunuka Tamazashvili (născută în 1983), având trei fii: Nikoloz (născut în 2005), Andria (născut în 2010), Gabriel (născut în 2015) și o fiică, Nino (născută în 2016). Socrul său, Tamaz Tamazashvili, este un fost general de poliție, arestat în octombrie 2011 sub acuzația de deținere și purtare ilegală de arme și explozibili. Garibashvili, membru al partidului de opoziție atunci, Visul Georgian, a susținut că arestarea a fost motivată politic. După ce Visul Georgian a ajuns la putere în octombrie 2012, Tamazashvili a fost eliberat din închisoare. Pe lângă limba georgiană, Garibashvili vorbește și engleza, franceza și rusa.

## Onoruri
La 23 august 2021, președintele Ucrainei, Volodîmîr Zelenski, i-a acordat lui Garibashvili ordinul de merit de gradul întâi în cadrul summit-ului Platformei Crimeea.